# Bahía Curio
La bahía Curio Bay es localizada cerca de Slope Point, el punto más meridional de la Isla Sur neozelandesa. Es conocida por su bosque petrificado de más de 180 millones de años de antigüedad. En ella también reside una colonia de Pingüinos de ojo amarillo siendo una de las mayores atracciones de The Catlins.
Los troncos petrificados, de antiguas coníferas, relacionadas con las modernas Kauri y araucarias, fueron enterrados por cenizas volcánicas que poco a poco fueron siendo remplazadas por sílice hasta producir los fósiles que han sido desenterrados por el mar.